# Escut de les Preses
L'escut oficial de les Preses és el símbol d'aquest municipi i es descriu mitjançant el següent blasonament:
Escut caironat truncat: 1r d'or; 2n faixat ondat d'atzur i d'argent; la bordura de sinople. Per timbre, una corona de poble.

## Disseny
La composició de l'escut està formada sobre un fons en forma de quadrat recolzat sobre un dels seus vèrtexs, anomenat escut caironat, segons la configuració difosa a Catalunya i d'altres indrets de l'antiga Corona d'Aragó i adoptada per l'administració a les seves especificacions per al disseny oficial dels municipis dels ens locals. És dividit en dues parts iguals mitjançant un traç horitzontal al centre de l'escut (truncat). La primera partició és de color groc (or), mentre que la segona conté una repetició de faixes en forma d'ones (ondades) de color blau (atzur) i blanc o gris clar (argent). També té una bordura de color verd (sinople).
L'escut està acompanyat a la part superior d'un timbre en forma de corona mural, que és l'adoptada pel Departament de Governació d'Administracions Locals de la Generalitat de Catalunya per timbrar genèricament els escuts dels municipis. En aquest cas, es tracta d'una corona mural de poble, que bàsicament és un llenç de muralla groc (or) amb portes i finestres de color negre (tancat de sable), amb quatre torres merletades, de les quals se'n veuen tres.

## Història
L'Ajuntament va acordar en ple iniciar l'expedient d'adopció de l'escut el dia 23 de desembre de 2002. Després dels tràmits reglamentaris, l'escut es va aprovar el 13 de maig de 2003 i fou publicat al DOGC número 3.900 el 6 de juny de 2003.
Es tracta d'un escut de nova creació, que simbolitza els elements geogràfics que configuren el municipi: les faixes ondades són els rius i rieres que hi flueixen, entre els quals el Fluvià; la partició d'or al·ludeix a la pedra volcànica del terreny, ja que el poble és situat al parc natural de l'àrea volcànica de la Garrotxa; finalment, la bordura de sinople representa la vall d'en Bas, on es troba la localitat. Les faixes ondades són també un senyal parlant referent al nom del municipi, ja que representen una presa o embassament d'aigües.

### Antic escut de les Preses

Representació de l'antic escut de les Preses

Anteriorment a l'oficialització del seu escut, les Preses n'utilitzava un altre. Era blau (atzur), amb dues dones emmanillades de color blanc o gris clar (argent). L'escut era un senyal parlant del nom del poble, on "les Preses" feia referència a "les dones empresonades". No obstant això, les consideracions de la llei catalana i de l'heràldica impedeixen, excepte casos excepcionals que confirmen la regla, representar figures humanes senceres als escuts cívics catalans.